# Katarzyna (księżna)
Katarzyna (ur. między 1344/1346, zm. między 10 kwietnia 1404/4 maja 1405) – córka księcia brzeskiego Ludwika I Sprawiedliwego i Agnieszki, córki Henryka IV Wiernego księcia głogowsko-żagańskiego.
Jako jedna z młodszych córek została oddana do klasztoru cysterek w Trzebnicy zostając w roku 1358 mniszką w tym klasztorze.
Między 24 stycznia a 7 lutego 1372 roku, została wybrana na ksienię klasztoru cysterek w Trzebnicy.

Rządy w klasztorze sprawowała ponad trzydzieści lat, prawdopodobnie aż do swej śmierci. Jako przełożona klasztoru cysterek w Trzebnicy została w nim pochowana.